# 国籍法の抵触についてのある種の問題に関する条約
国籍法の抵触についてのある種の問題に関する条約（こくせきほうのていしょくについてあるしゅのもんだいにかんするじょうやく、英語: Convention on Certain Questions Relating to the Conflict of Nationality Laws）は、デン・ハーグで開催された1930年の国際連盟国際法典編纂会議で採択された国際連盟条約。1930年4月12日に作成され、1937年7月1日に発効した。2012年時点で20か国が締結している。

## 内容
条約は31か条で構成され、英語とフランス語で書かれた（第31条）。
第1条では各国には自国の国籍法を制定する権利があるものの、国際協定、慣習などに従う必要があると定めた。